# Charyzmatyk
Charyzmatyk – obdarzony charyzmatami, w znaczeniu religijnym – darami Ducha Świętego. W szerszym znaczeniu oznacza również:
- wyznawcę ewangelikalnego Kościoła charyzmatycznego (np. zielonoświątkowca, czy neocharyzmatyka),
- członka ruchu odnowy charyzmatycznej w łonie Kościołów tradycyjnych, np. Katolickiej Odnowy Charyzmatycznej.